# シンダレラ
シンダレラ（Cindarella）は、約5億年前のカンブリア紀に生息した化石節足動物の一属。縦長い頭部と尖った尾端をもつ。中国雲南省の澄江動物群で見つかった Cindarella eucalla という1種のみ知られている。

## 特徴

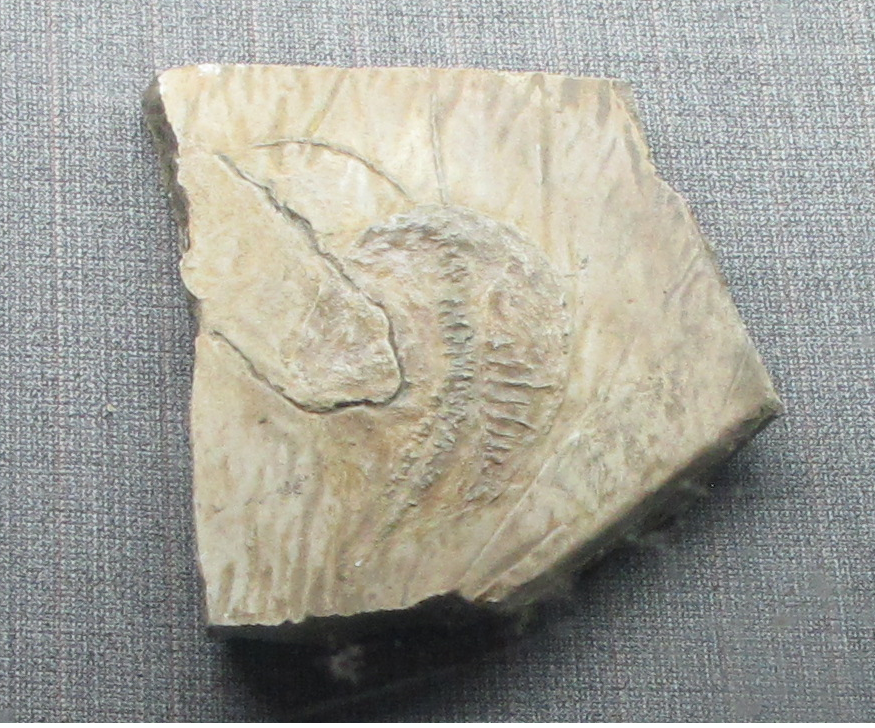
Cindarella eucalla のホロタイプ化石標本（重慶自然博物館所蔵）

体長5-13cm。全身は前方が幅広い雫型で、数多くの体節は頭部 (head, cephalon) と胴部 (trunk) に分かれ、胴部は更に複数節の胸部 (thorax) と1枚の尾部 (pygidium) に分けられる。
頭部は縦長い半円形の背甲 (head shield, cephalic shield) に覆われ、後半が胴部の前6節を覆い被さる。両前端の縁がわずかに陥入し、そこから1対の側眼（複眼）が短い眼柄で突き出す。側眼はそれぞれ約2,000個のレンズ（個眼）からなると推測される。この眼は優れた視力と広い視野をもち、餌や天敵を探知するのに役立つとされる。胸部は21-23枚の背板 (tergite) に覆われているが、実際の体節数（およそ37節と推測され、後述の付属肢や消化腺が対応する）より少なく、頭部に覆われる前6枚以外は体節の番目に対応しない構造となっている。胸部背板は後方のものほど両後端が曲がって尖り、最後の3枚はそれぞれの中央から1本の細長い棘が後方に伸びる。末端の小さな尾部背板は4体節に対応する。
腹面は先頭のハイポストーマ (hypostome) の左右から1対の糸状の触角が伸びて、それ以降は同形の脚が並ぶ。ハイポストーマは背甲前縁と隣接しない。脚は前の4対が頭部に、それ以降の30数対が胴部に由来する。脚は二叉型で、原節 (basipod) から2節の平たい外肢 (exopod) と7節の歩脚型の内肢 (endopod) が伸びる。外肢は第1節後縁に数多くの細長い葉状の構造体（lamella) が並び、内肢は各肢節の末端に短い端棘をもつ。顎基 (gnathobase) は不明。
消化管はハイポストーマの後ろ向きの口からUターンして上に曲がり返し、それ以降は体節ごとに1対の丸い消化腺が並ぶ。

## 分類

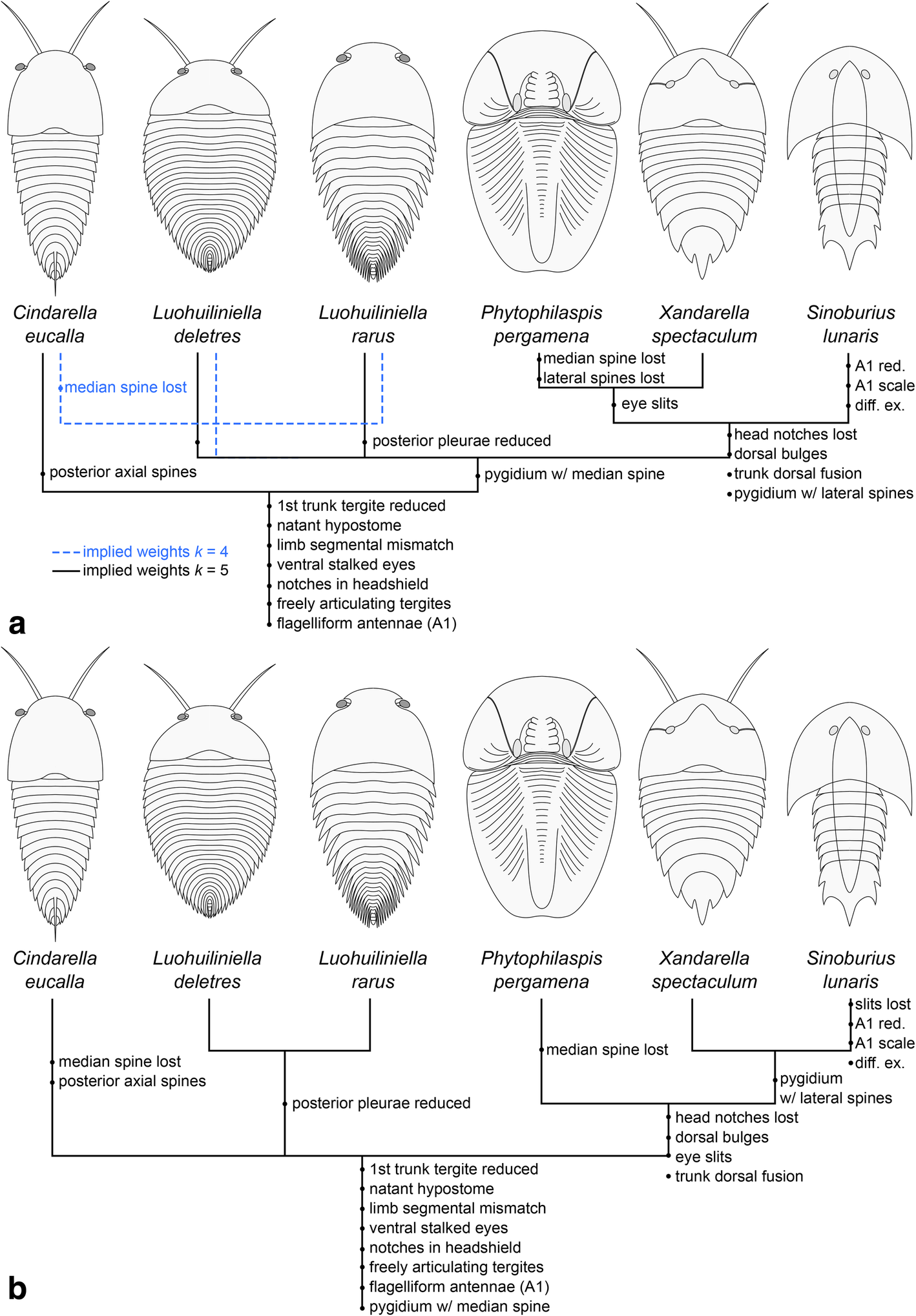
類の内部系統関係

シンダレラは古生物のみ知られる節足動物の分類群Artiopoda類の三葉形類に属し、その中ではシノブリウスやシャンダレラなどと共にXandarellida（=Petalopleura）類に分類される。この類は体節に対応しない背板が共通点で、そのうちシンダレラは側眼部分の陥入が控えめな背甲から他の種類と区別できる。この特徴は祖先形質で、シンダレラは基盤的なXandarellida類であることも示唆される（他のXandarellida類の側眼はより著しく陥入する）。